# La Jeune Mère
La Jeune Mère est une peinture à l'huile sur panneau de bois réalisée en 1658 par l'artiste néerlandais Gérard Dou. La signature de l'artiste apparaît subtilement dans le vitrail, « GDOV.1658 ». Cette peinture de genre fait partie de la collection du Mauritshuis, à La Haye,,.

## Histoire
Afin d'apaiser Charles II (roi d'Angleterre), qui vient d'arriver au pouvoir, les États généraux des Pays-Bas et les États de Hollande et de Frise-Occidentale lui offrent un grand nombre de cadeaux, dont environ 25 tableaux. La Jeune Mère fait partie de ce Dutch Gift (cadeau hollandais). Le sujet du tableau pourrait être vu comme une référence à Marie-Henriette Stuart, sœur du roi et veuve du stathouder Guillaume II d'Orange-Nassau, qui a dû veiller aux intérêts de son fils dans des circonstances politiques difficiles. Charles II est extrêmement satisfait du travail de Dou et tente de le faire venir en Angleterre. Dou n'a pas accédé à son invitation,.
Après que le tableau a été accroché dans l'un des palais royaux anglais pendant des décennies, le stathouder Guillaume III d'Orange-Nassau le ramène aux Pays-Bas. Il est installé dans le palais Het Loo comme pendant de La Prière de Siméon de Rembrandt. Après quelques errances, il arrive dans la Galerie du prince Guillaume V d'Orange-Nassau à La Haye en 1774. À l'époque de Napoléon Ier, il est accroché au musée du Louvre. Après sa restitution, il est d'abord conservé dans la Galerie du prince Guillaume V puis au Mauritshuis à partir de 1822.

## Description et analyse
Bien que Dou soit l'élève de Rembrandt, il n'adopte pas son style de peinture, mais développe une technique raffinée et soignée, qui lui permet de réaliser des peintures exceptionnellement détaillées. Les peintures de genre réalistes et minutieuses sont la marque de fabrique des Fijnschilders de Leyde, dont il est le chef de file.
Dans La Jeune Mère, une jeune femme est assise à la fenêtre et fait des travaux d'aiguille. Elle lève les yeux de son travail vers le spectateur. À côté d'elle se trouve son bébé dans un berceau en osier, veillé par une femme de chambre. La lumière du soleil, qui pénètre à travers la fenêtre, fait ressortir les surfaces des divers objets éparpillés dans la pièce. Une petite nature morte avec un panier transportant la carcasse d'un lapin à côté d'une boîte de conserve tombée, est près de la fenêtre. Dans le coin inférieur droit, dans un désordre apparent, sont représentés une lanterne tombée, un balai, une botte de carottes, un poisson dans une assiette et un oiseau mort. À l'arrière-plan, dans une cuisine faiblement éclairée, deux personnes sont près d'un feu qui couve.
Les pièces de genre du XVIIe siècle sont souvent pleines de symboles, pas toujours immédiatement apparents pour le spectateur contemporain. Par exemple, l'ouvrage de la jeune mère symbolise la Vertu, tout comme le chauffe-pieds entièrement recouvert par la jupe de la femme. Sur le pilier derrière elle, un Cupidon est une référence à l'Amour conjugal dont le bébé est le fruit. Le manteau et l'épée du mari sont accrochés au même pilier. La pantoufle sur le sol et la cage à oiseaux sur le pilier sont également des symboles érotiques.
À divers endroits de l'intérieur, Dou a peint des rideaux suspendus qui, avec le paysage visible à travers la fenêtre, donnent de la profondeur au tableau,.
Les qualités de l’art de Dou en tant que Fijnschilders apparaissent notamment dans le berceau en osier, les ustensiles de cuisine étincelants et le visage de la jeune femme.